# Epínomis

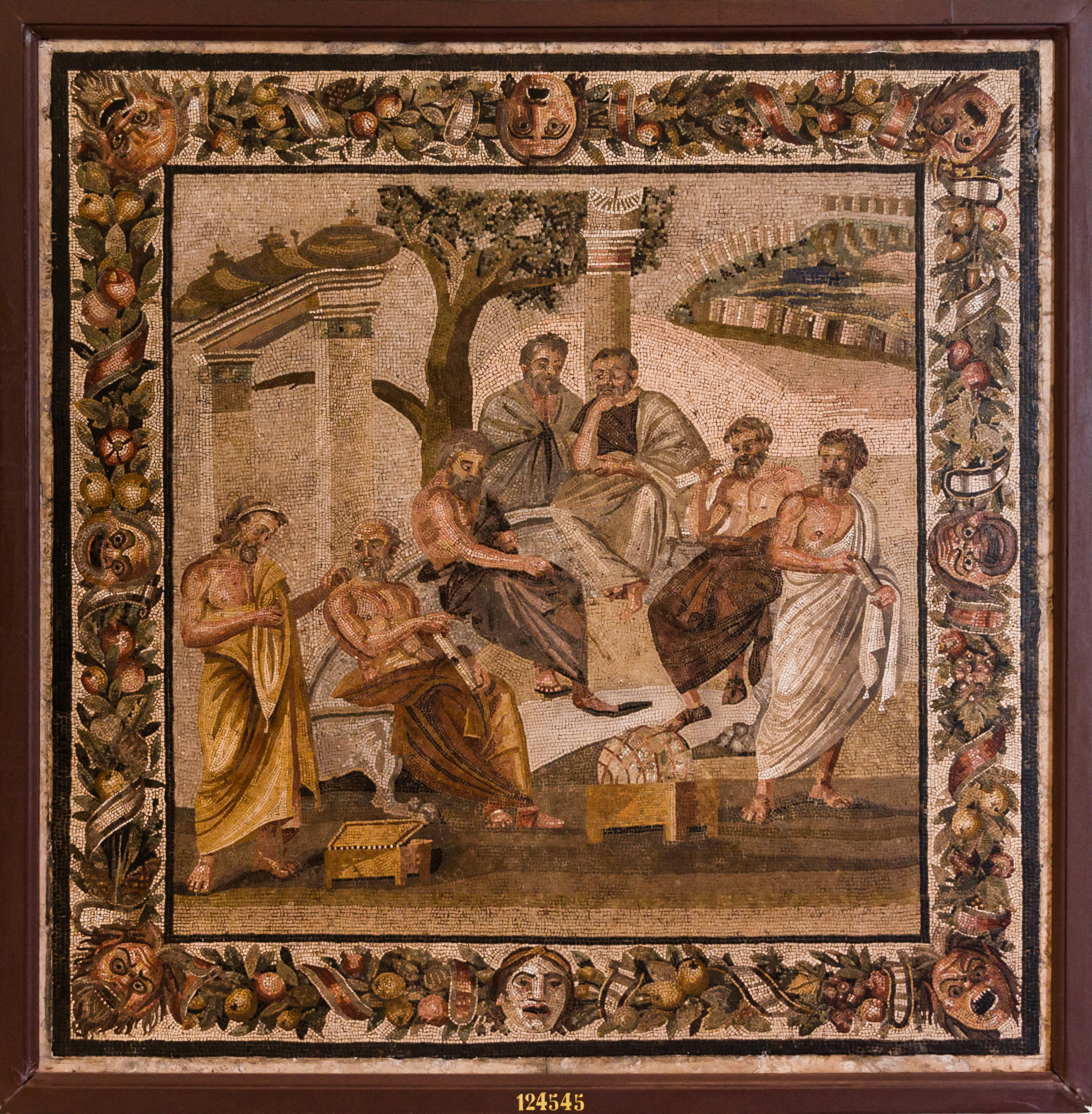
A Academia de Platão em Atenas, mosaico em Pompeia, século I d.C.

Epínomis (em grego clássico: Ἐπινομίς') é um diálogo platônico que continua a discussão realizada nas Leis de Platão. Algumas fontes da antiguidade atribuíram sua autoria a Filipo de Opunte, e muitos estudiosos modernos o consideram espúrio.
O diálogo se inicia com a questão do que se deve aprender para se ser sábio e o personagem Clínias lança o comentário:
| “ | Clínias: Eis-nos, estrangeiro, todos nós três — tu, eu e Megilo aqui, a fim de examinar a questão da sabedoria, e discutir o curso de estudos que, segundo nós, torna uma pessoa que se empenha no pensar tão sábia quanto é possível a um ser humano o ser, visto que, embora tenhamos estabelecido minuciosamente tudo o mais que concerne à legislação, não definimos e tampouco descobrimos o que é de maior monta, a saber, o que se impõe a um ser humano aprender para converter-se num sábio. É preciso que não renunciemos a esta questão nesta oportunidade, já que fazê-lo significaria deixar largamente inatingida a meta de nossos labores, a qual era esclarecer as coisas do início ao fim. | ” |

## Título
O título Epínomis designa o trabalho como um apêndice das Leis de Platão (cujo título em grego é Nomoi). Fontes também fazem referência a ele como o décimo terceiro livro das Leis (embora isto pressupõe divisão do diálogo em doze livros, o que "provavelmente não ocorre antes da era helenista), bem como sob os títulos Conselho Noturno (porque lida com o ensino superior de que o Conselho, além do que é descrito em Leis, na astronomia baseada em matemática) e Filósofo (provavelmente porque os membros do Conselho noturno são "a contrapartida dos guardiões d'A República, que dizem ser os verdadeiros filósofos").

## Questão da autenticidade
Epinomis faz parte do cânon tradicional das obras de Platão (por exemplo, ele está incluído na nona e última tetralogia de Trásilo). Já na antiguidade, no entanto, Diógenes Laércio e as fontes utilizadas pela Suda atribuíram o trabalho da Filipo de Opunte. Ao contrário dos outros diálogos duvidosos (exceto as Epístolas que são espúrias), o Epinomis, se não obra verdadeira de Platão, é uma falsificação literária. Werner Jaeger entende que Filipo de Opunte teria escrito o texto para completar uma lacuna deixada nas Leis, por lhe faltar a explicação do que seria a "ideia do bem" como conteúdo da educação do governante ou regente.
A autenticidade de Epinomis também foi questionada sobre do ponto de vista de seu conteúdo filosófico. Leonardo Taran, ao encontrar paralelos para muitos dos elementos alegadamente não-platônicos no estilo do diálogo, o declarou espúrio com base (nas palavras de um crítico) "o terreno muito mais firme do que equivocado ou contraditório das doutrinas platônicas, como a colocação da astronomia acima da dialética como o supremo objeto de estudo, a rejeição da teoria das formas, a introdução de um quinto elemento,  éter, entre o fogo e o ar e a teoria elaborada de daemons que habitam os três elementos centrais." Werner Jaeger detectou a influência da obra Filosofia de Aristóteles (uma obra perdida que Jaeger acredita ter sido publicada pouco antes em 348/347 a.C. muito parecida a Epinomis, incluindo a ideia do "quinto corpo".
A estilometria de Gerard Ledger suporta a autenticidade de Epinomis como sendo de Platão ao encontrar estatísticas de similaridade entre este diálogo e Leis, Filebo, Sofista e Timeu (assim como a Sétima Carta). Holger Thesleff, que suspeitava que Platão colaborava com os associados mais jovens escrevendo muitas das obras atribuídas a ele, considerou o estilo estreitamente relacionado de Leise Epinomis como um "estilo de secretária."